# Saint-Féliu-d'Avall
Saint-Féliu-d'Avall è un comune francese di 2 481 abitanti situato nel dipartimento dei Pirenei Orientali nella regione dell'Occitania.
Appartiene al Cantone di La Vallée de la Têt.

## Società

### Evoluzione demografica
Abitanti censiti